# Wáshington Manghini
Wáshington V. Manghini (1931) – piłkarz urugwajski, pomocnik.
Jako piłkarz klubu Danubio FC wziął udział w turnieju Copa América 1956, gdzie Urugwaj zdobył tytuł mistrza Ameryki Południowej. Manghini zagrał w dwóch meczach - z Peru i Chile.